# Thistle Inn

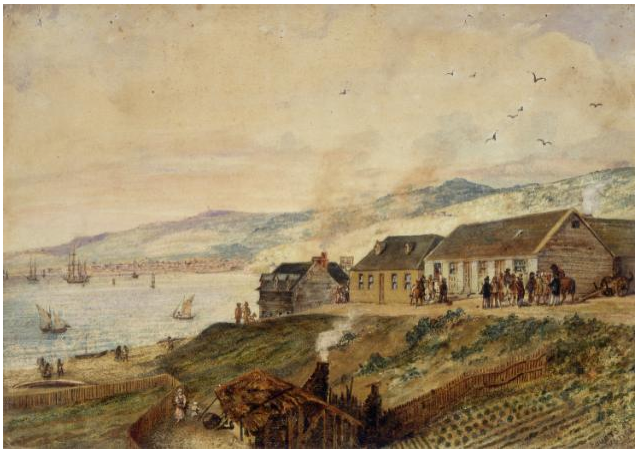
Gerichtsgebäude und Thistle Inn in der unteren Mulgrave Street (um 1843)

Das Thistle Inn ist ein historisches Bauwerk in Wellington und einer von Neuseelands ältesten Pubs.
Das Gebäude in der Mulgrave Street von 1840 wurde nach einem Feuer 1866 wieder aufgebaut. Bis zur Auffüllung von Teilen des Wellington Harbour stand das Gebäude nur wenige Meter von der Küste entfernt, die Gäste kamen oft per Boot. Unter ihnen soll auch der Häuptling Te Rauparaha gewesen sein.
Das Thistle Inn wird in Leves Amores, einer Kurzgeschichte von Katherine Mansfield aus dem Jahre 1907 thematisiert.
Das Gebäude ist vom New Zealand Historic Places Trust als Baudenkmal der Kategorie I registriert.